# Edward Maya
Edward Maya, pseudonimo di Eduard Marian Ilie (Bucarest, 29 giugno 1986), è un musicista, disc jockey e produttore discografico rumeno.

## Biografia
Si è diplomato presso il Liceo Musicale "George Enescu" di Bucarest. A 19 anni scrisse con Eduard Carcota la canzone Tornerò, interpretata da Mihai Trăistariu, rappresentando così la Romania al Eurovision Song Contest 2006, arrivando quarto.

### Stereo Love (2009-2010)
Dopo il limitato lavoro svolto nei primi anni, nel 2009 ha co-prodotto l'album "True Believers" degli artisti musicali rumeni Akcent, collaborando alla composizione di brani di successo come That's My Name, Stay with Me e Lovers Cry. Ha raggiunto il successo e la notorietà a livello europeo e mondiale nel 2009 con il suo primo singolo, di genere dance e techno, intitolato Stereo Love (pubblicato dall'etichetta discografica Sony Music) che contiene il supporto vocale della cantante Vika Jigulina. Il brano ha raggiunto la seconda posizione in classifica in Romania nell'estate del 2010, mentre invece in Francia, Paesi Bassi, Svezia, Spagna e Portogallo è riuscito a raggiungere la prima posizione, ottenendo risultati altrettanto buoni in Svizzera, Belgio, Polonia ed Italia. Dopo aver raggiunto il picco massimo in tutta Europa; inserito in numerose compilation di genere dance, il brano ha avuto un notevole successo mondiale, soprattutto in Canada, dove è stata pubblicata una versione con la cantante Mia Martina.

### Album di debutto (2010-2013)
Nel 2010 esce un secondo singolo This Is My Life e nel 2011 un terzo Desert Rain. Nel 2012 pubblica Friends Forever e Mono in Love, entrambi tratti dal suo album di debutto The Stereo Love Show sotto la sua etichetta discografica Mayavin Records. Dopo più di 1000 concerti in tutto il mondo, Edward Maya ha creato un nuovo progetto musicale per i suoi fan: Violet Light (2012). Il primo brano, con un video omaggio alla natura del Messico, è Love Story seguito da Nostalgy, Next Door ed infine Back Home. Debutta poi, nel 2013, l'album "The Stereo Love Show" ed un altro singolo di successo, dal titolo Feeling.

### Il nuovo album Angels ed i vari singoli (2014-presente)
Un anno molto intenso è di sicuro il 2014 che vede produrre vari singoli: Colombian girl, Miracles, Love Of My Life, Historia de Amor e You and Me. A fine anno, viene pubblicato un nuovo album Angels a seguito di un concetto diverso che cattura un altro lato dell'essere umano, cercando di raggiungere l'equilibrio offrendo un assaggio dei sentimenti umani. Il primo singolo del 2015 è Run away.

## Discografia

### Album
| Titolo               | Dettaglio album                                                                         |
| -------------------- | --------------------------------------------------------------------------------------- |
| The Stereo Love Show | - Pubblicato: 3 dicembre 2013 - Etichetta: Mayavin Records - Formato: Download digitale |
| Angels               | - Pubblicato: 4 novembre 2014 - Etichetta: Mayavin Records - Formato: Download digitale |

### Singoli
- 2009 – Stereo Love (feat. Vika Jigulina)
- 2010 – This Is My Life
- 2010 – Desert Rain (feat. Vika Jigulina)
- 2010 – Out Of Love (feat. Sonya)
- 2011 – In My Arms (feat. Sianna)
- 2012 – Friends Forever
- 2012 – Mono in Love (feat. Vika Jigulina)
- 2013 – Feeling
- 2014 – Colombian Girl
- 2014 – Miracles
- 2014 – Love Of My Life (feat. Vika Jigulina)
- 2014 – Historia de Amor
- 2014 – You and Me
- 2015 – Run Away
- 2016 – Universal Love (feat. Andrea)
- 2024 – Show Me Love (con William Imola)
- 2025 – L'ultima notte (con William Imola)